# Fluorvesuvianite
La fluorvesuvianite è un minerale.